# Travolta Kids (album)
Travolta Kids, det svenska punkbandet Travolta Kids första album, utgivet 1980. På detta album hade bandet lämnat punken (som de flesta stora punkbanden vid den här tiden, jämför med KSMB och Ebba Grön) och gett sig in mer på powerpopen.

## Låtlista
1. Ensam genom natten
2. Unga herrar
3. Bio
4. Säg inte nej
5. Hjärta av guld
6. Jag vill ha mer
7. Let's dance (Cover)
8. Stygga pojke
9. Hon älskar honom
10. Gå ut och gå
11. Flicka
12. Lyckans hav
13. Falsk matematik (Cover)